# Svenskt Kallblodskriterium
Svenskt Kallblodskriterium är en årlig travtävling på Dannero travbana norr om Kramfors. Finalen av Svenskt Kallblodskriterium körs i augusti varje år, då även Kriteriestoet körs. Treåriga kallblodiga travhästar kan delta. Kvalet till finalen görs cirka två veckor före via försöksheat, där de tolv travare som kommer på första- respektive andraplats i varje heat går vidare till finalen. Distansen är 2 140 meter med autostart.

## Vinnare
| År   | Häst             | Kusk                  | Tränare              | Tid     | Odds  |
| ---- | ---------------- | --------------------- | -------------------- | ------- | ----- |
| 2024 | Gör Som Jag Vill | Ulf Ohlsson           | Robert Skoglund      | 1.27,1g | 13,81 |
| 2023 | Overvik Prinsen  | Vidar Hop             | Frode Hamre          | 1.27,3  | 1,71  |
| 2022 | Brolin           | Mats E. Djuse         | Jan-Olov Persson     | 1.26,3  | 5,78  |
| 2021 | Brenne Odin      | Åsbjörn Tengsareid    | Jens Kristian Brenne | 1.25,8  | 4,48  |
| 2020 | Brenne Bas       | Öystein Tjomsland     | Öystein Tjomsland    | 1.26,8  | 1,56  |
| 2019 | Bäcklös Uriel    | Wiktor Kylin-Blom     | Nicklas Blom         | 1.25,6  | 17,39 |
| 2018 | Eld Rask         | Ulf Ohlsson           | Jan-Olov Persson     | 1.25,7  | 2,02  |
| 2017 | Tekno Eld        | Ulf Ohlsson           | Jan-Olov Persson     | 1.28,0  | 5,60  |
| 2016 | Sjö Vinn         | Öystein Tjomsland     | Öystein Tjomsland    | 1.28,4  | 5,10  |
| 2015 | Galileo          | Geir Flåten           | Geir Flåten          | 1.27,5  | 3,23  |
| 2014 | Smedheim Solan   | Kai Johansen          | Jan Ketil Brattås    | 1.25,8  | 2,27  |
| 2013 | Lannem Silje     | Tor Wollebaek         | Ola M Skrugstad      | 1.24,6  | 1,29  |
| 2012 | B.W.Modde        | Jan-Olov Persson      | Jan-Olov Persson     | 1.27,1  | 1,46  |
| 2011 | Lome Felix       | Alf Jonsson           | Alf Jonsson          | 1.29,2  | 1,84  |
| 2010 | Hågå Odin        | Atle Jostein Owren    | Atle Jostein Owren   | 1.28,4  | 11,94 |
| 2009 | Elling           | Magnus Jakobsson      | Håkan Åslund         | 1.27,7  | 3,50  |
| 2008 | Wik Elden        | Ulf Ohlsson           | Ola Engewold         | 1.29,1  | 2,94  |
| 2007 | Eld Kevin        | Jan Norberg           | Jan Norberg          | 1.28,3  | 5,51  |
| 2006 | Horgen Lotta     | Geir Vegard Gundersen | Per Dave Holtung     | 1.27,0  | 1,56  |
| 2005 | Slått Eld        | Jomar Blekkan         | Jomar Blekkan        | 1.29,6  | 1,35  |
| 2004 | H.G.Balder       | Vidar Hop             | John Hasle           | 1.27,5  | 1,17  |
| 2003 | Frisli To Jo     | Jomar Blekkan         | Jon A Högstad        | 1.27,4  | 1,60  |
| 2002 | Troll Kevin      | Jan Norberg           | Jan Norberg          | 1.31,7  | 2,94  |
| 2001 | Alm Rau Jo       | Jomar Blekkan         | Jon A Högstad        | 1.28,8  | 1,14  |
| 2000 | Skaffer Brunen   | Roger N Olsson        | Jan-Olov Persson     | 1.29,0g | 11,06 |
| 1999 | Guli Gutten      | Åke Svanstedt         | Anders Skoglund      | 1.31,9g | 1,28  |
| 1998 | Söstra           | Arne Nilsen           | Arne Nilsen          | 1.29,3  | 1,95  |
| 1997 | Rolex K.         | Lars I Eriksson       | Lars I Eriksson      | 1.31,5  | 2,37  |
| 1996 | Rapp Rigel       | Tor Wollebaek         | Ola Engevold         | 1.30,0  | 2,20  |
| 1995 | Lykke Gutten     | Erik Killingmo        | Erik Killingmo       | 1.32,5  | 1,16  |
| 1994 | Nordli Svarten   | Rune Wiig             | Petter Rygh          | 1.34,8g | 18,19 |
| 1993 | Järvsöfuxen      | Jan-Olov Persson      | Jan-Olov Persson     | 1.32,9  | 6,52  |